# ゴールドクレスト (不動産業)
株式会社ゴールドクレストは、東京都千代田区に本社を置く、新築マンションの企画・開発・分譲を行う不動産会社である。

## 分譲住宅
- クレストフォルム

中央区佃、港区港南をはじめ、タワーマンションの開発も行なう。

## 沿革
- 1992年

会社設立
- 1994年

自社分譲物件クレストフォルムシリーズ販売開始
- 1999年

マンション管理会社「株式会社ゴールドクレストコミュニティ」設立
- 2000年

東証一部上場　※独立系企業として、当時史上最短の8年8ヶ月で一部上場を果たす
- 2004年

当社初タワーマンション「ザ・クレストタワー」(中央区) 完成
- 2005年

レインボーブリッジを一望する超高層マンション「ベイクレストタワー」(港区) 完成
- 2008年

不動産仲介事業に本格参入するため「株式会社ゴールドクレスト住宅販売」を設立
- 2010年

勝どき駅前地区再開発「勝どきビュータワー」（中央区）完成
- 2011年

東池袋4丁目第2地区再開発「アウルタワー」（豊島区）完成
- 2012年

新川崎、矢向エリア再開発プロジェクト「クレストシティ アクアグランデ」（横浜市）完成
- 2014年

ホテル事業に参入し、業容拡大
- 2015年

1社単独・日本最大級の街づくり 「クレストプライムレジデンス」、１棟目となる「アベニュー壱番街」（横浜市／川崎市）完成
- 2016年

「クレストプライムレジデンス」街づくりプロジェクト、共用施設の揃うコミュニティプラザ「クレストプラザ」、芝生広場「センターパーク」完成
- 2017年

当社初のリゾート物件、免震タワーレジデンス「ザ・クレストタワー熱海」（静岡県熱海市）完成
- 2019年

「クレストプライムレジデンス」街づくりプロジェクトの2、3棟目となる「アベニュー弐番街・参番街」（川崎市）完成
- 2021年

愛犬と暮らす理想的なマンションをコンセプトとした、「クレストレジデンス横浜SKY VIEW SHIOMIDAI」（横浜市）始動
「クレストプライムレジデンス」プロジェクト最大となる680戸の大型街区「プロムナード七番街」（川崎市）完成
- 2022年

東証市場再編に伴い、プライム市場に移行
創業30周年を迎える
- 2023年

東京証券取引所スタンダード市場へ市場変更

## CM
- タワーマンション （出演：田中麗奈）
  - 日本テレビ『ダウンタウンのガキの使いやあらへんで!!』、テレビ朝日『徹子の部屋』等で放映。